# KylieX2008
KylieX2008 è il decimo tour della cantante australiana Kylie Minogue, realizzato in supporto del suo decimo album in studio X, del 2007. La tournée ha visitato Europa, Asia, Oceania, America per una durata di 15 mesi. Terminato inizialmente a dicembre 2008, l'X Tour è ripreso nel corso del 2009, sotto forma di mini-tour, con spettacoli durante festival e manifestazioni nazionali.
KylieX2009 ha avuto inizio il 3 maggio 2009, in occasione del concerto per la fine della stagione invernale ad Ischgl, in Austria.
Il tour ha incassato complessivamente 70 milioni di dollari, divenendo uno dei tour più visti dell'anno.

## Sviluppo

### Antefatti
La dinamicità dell'album X viene rispecchiata nel camaleontico KylieX2008 tour. Il sito web della cantante riporta, a inizio 2008, la notizia dell'imminente tour nel corso con partenza da Parigi, per proseguire in tutto il mondo. La stessa cantante rivela ai fan:
Sto mettendo a punto uno show del tutto nuovo che sarà una fantastica esperienza per me e per il mio pubblico. Le miscele elettroniche del sound dell'album X mi stanno offrendo la possibilità di esplorare e mettere insieme un nuovo concerto dal vivo che sarà fresco, esilarante e innovativo. Dopo due tour celebrativi, questo sarà uno sguardo al futuro ma che sicuramente includerà i pezzi storici insieme ai nuovi. Non vedo l'ora di condividere tutto questo con voi il prossimo anno.
Inizialmente, vennero annunciate solamente le date in Europa; successivamente il tour si estese anche in Oceania, Asia e America Latina (per la prima volta nella carriera della popstar).

#### Sponsor
Nokia è stato lo sponsor ufficiale del tour. Nel luglio 2008 l'azienda ha istituito un concorso per vincere i bilgietti del concerto per lo spettacolo londinese del 27 luglio.

### Scenografia
Il tour è in stile New Wave, con un set minimalista; si compone infatti di tre Hi-Tech Wall Screens mobili, con un palco principale pavimentato a led luminosi, che si estende poi in due sezioni ai lati opposti per accomodare la band e le coriste.
La Minogue ha dichiarato di essersi ispirata a Freddie Mercury per l'atteggiamento scenico assunto durante lo show: secondo la cantante, il culmine dell'influenza dei Queen arriva nella performance di Your Disco Needs You, in cui la popstar indossa un frack, indicato come un Freddie Moment.
Nel corso dello svolgimento del tour, sono sopraggiunti diversi cambiamenti scenici e musicali. Per esempio, nei concerti tenuti all'aperto il palco è stato rimodulato e molti effetti scenici ridotti o rimossi per adattarsi alle esigenze dell'ente ospitante; mentre durante la visita della Minogue a Dubai per il concerto, se ne è tenuto un secondo privato per l'inaugurazione del Palm Hotel di Dubai.

### Costumi
Kylie ha indossato creazioni di Jean-Paul Gaultier per Gaultier Paris. La Minogue ha collaborato con lo stilista per adattare una selezione di modelli scelti dalle attuali collezioni di haute couture di Gaultier alle esigenze della sua presenza scenica, sempre più imponente. Tra i costumi creati appositamente per il tour figura quello indossato durante Naughty Manga Girl, ispirato alla lunga fascinazione di Kylie per le geishe giapponesi, tema che ha rivisitato in diverse forme nel corso della sua carriera.

### Merchandising
Per la tournée Kylie ha realizzato il "Kylie X Tour Book 2008", un volume fotografico di 32 pagine venduto online e durante i concerti per £15.00. Il libro, 37x27 cm, è stato stampato da Hill Shorter Ltd per Darenote Ltd. Le fotografie in esso contenute sono state scattate da William Baker, mentre il duo di fotografi/artisti francesi Pierre et Gilles ha realizzato l'immagine di copertina. In essa, Kylie, insieme ai modelli Pinto, Sébastien, Abdallah, Samuel e Nicolas, interpreta la Vierge aux Serpents, davanti alla vetrata gotica di una chiesa . Nel 2009, una stampa della fotografia è stata venduta all'asta e il ricavato devoluto in beneficenza per la lotta contro il cancro. Le illustrazioni presenti nel libro sono invece ad opera di Mario Hugo.
Alcune delle fotografie contenute nel tour book sono a loro volta contenute nel volume K, venduto durante la tournée per 250 sterline in edizione limitata, numerata e autografata.

## Sinossi

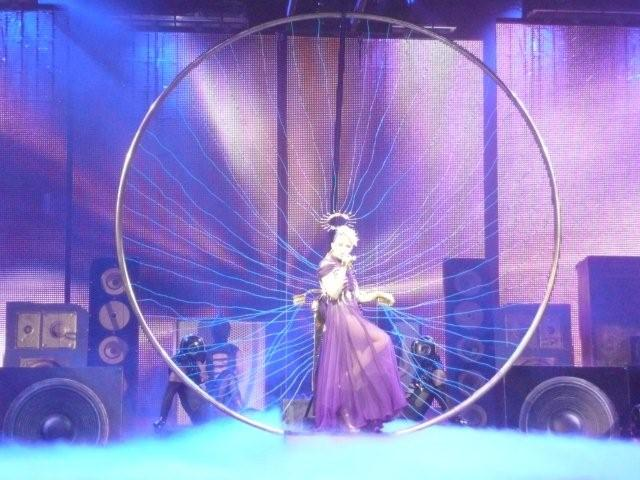
Kylie Minogue canta Speakerphone

Il concerto è diviso in otto atti, ognuno coadiuvato da un'entrata di alto livello scenico, in cui le scene, gli abiti e gli arrangiamenti cambiano:
Xlectro Static:
l'atto di apertura è in pieno stile futuristico, durante il quale Kylie fa il suo ingresso in scena nelle vesti di una Spiderwoman di viola scuro, all'interno di un'orbita elettrica. Il primo numero eseguito è Speakerphone, segue il mashup di Boombox e Can't Get You out of My Head, poi l'inedita Ruffle My Feathers e chiude un remix di In Your Eyes.
Cheer Squad:
il secondo segmento, in pieno stile collage americani degli anni novanta, si apre con un gruppo di cheerleaders e acrobati che cantano e ballano a ritmo di trombe. Kylie, vestita da capo-cheerleader canta Heart Beat Rock mixata con la hit Mickey di Toni Basil, e prosegue poi con Wow e Shocked.
Beach Party:
la terza sezione del concerto è un tributo alla famosa nave Loveboat; non a caso, la Minogue ritorna in scena su con il brano Loveboat (dall'album Light Years del 2000). Il set si raccoglie in uno scenario tropicale, durante il quale la cantante interpreta Copacabana in un mix di canti e balli in tema anni Cinquanta e la rielaborazione scenica della trama della canzone. L'atto si conclude con la performance di Spinning Around mixata con il classico Got to Be Real.
Beach Party si configura come una rilettura dell'On A Night Like This Tour del 2001, in particolare del primo atto dello stesso. Quanto alla scelta di cantare Copacabana (at the Copa), già nel 1998 era stata presa in considerazione l'idea di includerla nello show del tour Intimate and Live, poi infine scartata in favore di Dancing Queen.
Xposed:
vestita in un abito rosso fuoco, Kylie ritorna sul palco a bordo di un enorme teschio rosso specchiato, sospeso a mezz'aria, al di sopra del quale canta Like a Drug. Nel mentre, vengono mostrati sugli schermi immagini del DNA per indicare lo scontro tra la vita (il DNA) e la morte (il teschio). Segue poi un riarrangiamento del brano Slow in chiave rock e del primo singolo di X, 2 Hearts.
Naughty Manga Girl:
dedicato al Giappone, ai manga giapponesi e al teatro kabuki, quest'atto si apre con il video-interludio Sometime Samurai (duetto con Tōwa Tei) al termine del quale la Minogue emerge dall'interno di una piramide luminosa con un outfit orientale da manga-geisha maliziosa, in mezzo a mille fiori di pesco. Le ballerine si esibiscono per aria mentre i ballerini-acrobati eseguono esibizioni in stile samurai. I brani eseguiti sono il Fisherspooner Remix di Come into My World, Nu-di-ty e Sensitized, in cui i ballerini restano sospesi in maniera orizzontale a mezz'aria trattenuti dalla sola forza delle mani su una sbarra verticale.
Starry Nights:
vestita di blu, Kylie interpreta l'allora inedita Flower, I Believe in You e in alcune date il brano Cosmic. È il momento più intimo e romantico dello show, per il quale il palco viene spogliato di ogni luce ed effetto speciale per far posto solo alla voce della cantante.
Black Versus White:
l'atto si apre con un valzer eseguito dal corpo di ballo, mentre il palco diventa un'enorme scacchiera. La cantante entra in scena con un frack del XIX secolo, con una scena ambientata nei saloni d'epoca con un pianoforte al centro, per eseguire On A Night Like This e Your Disco Needs You. La scena cambia e i colori si fanno più forti, Kylie toglie il frac e rimane con un pantalone a vita alta per cantare Kids, in cui le coriste fanno le voci di Robbie Williams. L'atto, che è iniziato in bianco e nero, finisce a colori con la performance di In My Arms.
Encore:
Kylie chiude il concerto con un abito brillantinato, per le performance di No More Rain, un remix di The One, I Should Be So Lucky e Love at First Sight. Lo show si conclude con una pioggia di palloncini a forma di cuore, lustrini e luci colorate.

## Critica
La critica sia inglese che europea è stata molto positiva riguardo agli spettacoli del tour, acclamando quest'ultimo come uno dei migliori tenuti dalla cantante e non solo. La tournée è stata di notevole successo in Europa, accompagnata da una ragguardevole richiesta: in Inghilterra, i biglietti per 8 date sono andati esauriti in soli 30 minuti. Per questo motivo, ne sono state aggiunte di ulteriori che hanno a loro volta registrato il sold-out. La Minogue è stata elogiata come la cantante di più successo nelle arene londinesi. Le sole tappe inglesi hanno procurato un ricavo più di 14.000.000 di sterline (GBP) con più di 300.000 spettatori.

## Scaletta
Act 1: XLECTRO STATIC
1. Speakerphone

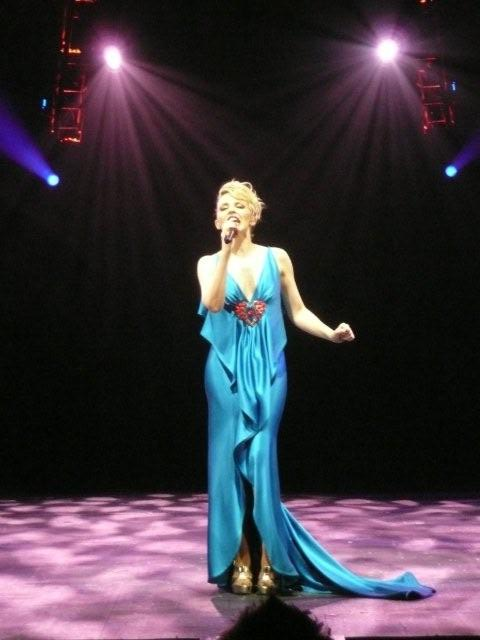
Kylie Minogue durante Flower

2. Boombox / Can't Get You Out of My Head (Greg Kurstin Remix)
3. Ruffle My Feathers (demo di X)
4. In Your Eyes

Act 2: CHEER SQUAD
1. Heart Beat Rock
2. Wow
3. Shocked (DNA Mix)

Act 3: BEACH PARTY
1. Loveboat (contiene elementi della sigla di Love Boat)
2. Copacabana (cover di Barry Manilow)
3. Spinning Around

Act 4: XPOSED
1. Like a Drug
2. Slow (contiene un estratto dell'inedito di Impossible Princess Free)
3. 2 Hearts

Act 5: NAUGHTY MANGA GIRL
- Interludio: Sometime Samurai

1. Come into My World (Fischerspooner Mix)
2. Nu-di-ty
3. Sensitized

Act 6: STARRY NIGHTS
1. Flower (al tempo non ancora rilasciata ufficialmente)
2. I Believe in You (versione lenta)

Act 7: BLACK VERSUS WHITE
1. On A Night Like This
2. Your Disco Needs You
3. Kids
4. Step Back In Time
5. In My Arms

ENCORE
1. No More Rain
2. The One (Freemasons Vocal Club Mix Edit)
3. Love at First Sight (Ruff and Jam U.S. Remix)
4. I Should Be So Lucky

### Variazioni della scaletta
- La scaletta della tournée ha subito molteplici variazioni e cambiamenti durante il suo svolgimento. In particolare, la scaletta differiva per gli spettacoli tenutisi all'aperto o durante i festival rispetto a quelli indoor per l'assenza di interi segmenti, quali Naughty Manga Girl e Starry Nights, oltre che ad altre alterazioni.
- Duranti i primi concerti della tournée, l'ordine degli atti era distribuito in modo diverso: Black Versus White accadeva dopo Xposed, mentre Beach Party era eseguito prima dell'encore.
- A Parigi viene eseguita l'inedita That's Why They Write Love Songs, un brano tributo alle canzoni romantiche dei musical degli anni '40 e '50, dopo Copacabana. In aggiunta, lo show si è chiuso con All I See. La stessa è stata eseguita per un totale di 15 volte nel tour.
- Cosmic faceva parte dell'atto Starry Nights, ma è stata esclusa dallo spettacolo dopo il concerto di Vienna.
- Your Disco Needs You si è aggiunta alla scaletta a partire dallo show di Francoforte.
- A partire dal concerto di Bucarest I Should Be So Lucky viene aggiunta alla scaletta. Non è stata però eseguita a Lima, Santiago e durante il terzo show a Sydney.
- A Zurigo, Sometime Samurai ha chiuso l'atto anziché aprirlo.
- Flower non è stata eseguita a Dubai, Bangkok, Singapore, Taipei e Auckland. Inoltre, I Believe in You è stata eseguita durante Beach Party.
- A partire dal concerto di Pechino, Better the Devil You Know è stata aggiunta durante l'incorre.
- Nelle tappe di Oslo e Stoccolma viene eseguita una versione acustica del singolo The One. Il brano è stato proposto solamente in 28 dei 78 spettacoli e, talvolta, è stato eseguito nel suo arrangiamento originale a discapito del Freemasons Remix.
- In Perù l'encore è stato eliminato.
- Ruffle My Feathers è stata temporaneamente eliminata dalla scaletta a partire dal concerto brasiliano e riproposta da Auckland in poi.
- Nella tappa di Bogotà è stata eseguita una reinterpretazione del successo La camisa negra del cantante Juanes.
- Nella tappa di San Paolo è stata eseguita una versione acustica di Come into My World; mentre nel concerto cileno e nel terzo di Sydney è stato eseguito un accenno di The Loco-Motion.
- Durante gli ultimi due concerti di Melbourne è stato eseguito un accenno acustico di Single Ladies (Put a Ring on It) di Beyoncé.
- Santa Baby è stata cantata durante l'ultimo show di Melbourne.
- Il 2 luglio 2009 a Madrid è stata eseguita Como un lobo con Miguel Bosé.

## Date
| Data             | Città                | Stato               | Luogo                               |
| ---------------- | -------------------- | ------------------- | ----------------------------------- |
| Europa           |                      |                     |                                     |
| 6 maggio 2008    | Parigi               | Francia             | Bercy                               |
| 7 maggio 2008    | Anversa              | Belgio              | Sportpaleis                         |
| 9 maggio 2008    | Stoccarda            | Germania            | Schleyerhalle                       |
| 10 maggio 2008   | Francoforte sul Meno | Germania            | Festhalle                           |
| 12 maggio 2008   | Praga                | Rep. Ceca           | O2 Arena                            |
| 14 maggio 2008   | Vienna               | Austria             | Wiener Stadthalle                   |
| 15 maggio 2008   | Budapest             | Ungheria            | Budapest Sports Arena               |
| 17 maggio 2008   | Bucarest             | Romania             | Cotroceni Stadium                   |
| 18 maggio 2008   | Sofia                | Bulgaria            | Stadio Lokomotiv                    |
| 20 maggio 2008   | Istanbul             | Turchia             | Turkcell Kuruçeşme Arena            |
| 22 maggio 2008   | Atene                | Grecia              | Terra Vibe Park                     |
| 25 maggio 2008   | Zurigo               | Svizzera            | Hallenstadion                       |
| 27 maggio 2008   | Colonia              | Germania            | Kölnarena                           |
| 29 maggio 2008   | Monaco               | Germania            | Olympiahalle                        |
| 30 maggio 2008   | Ginevra              | Svizzera            | SEG Geneva Arena                    |
| 1º giugno 2008   | Lione                | Francia             | Halle Tony Garnier                  |
| 3 giugno 2008    | Madrid               | Spagna              | Palacio de Deportes                 |
| 5 giugno 2008    | Esch-sur-Alzette     | Lussemburgo         | Rockhal                             |
| 7 giugno 2008    | Amburgo              | Germania            | Color Line Arena                    |
| 8 giugno 2008    | Copenaghen           | Danimarca           | Forum Copenaghen                    |
| 10 giugno 2008   | Oslo                 | Norvegia            | Oslo Spektrum                       |
| 11 giugno 2008   | Stoccolma            | Svezia              | Stockholm Globe Arena               |
| 13 giugno 2008   | Helsinki             | Finlandia           | Hartwall Arena                      |
| 16 giugno 2008   | Mosca                | Russia              | Olimpijskij                         |
| 18 giugno 2008   | San Pietroburgo      | Russia              | Ice Palace                          |
| 20 giugno 2008   | Riga                 | Lettonia            | Arena Riga                          |
| 22 giugno 2008   | Berlino              | Germania            | Velodrom                            |
| 23 giugno 2008   | Rotterdam            | Paesi Bassi         | Ahoy Rotterdam                      |
| 26 giugno 2008   | Belfast              | Regno Unito         | Odyssey Arena                       |
| 27 giugno 2008   | Belfast              | Regno Unito         | Odyssey Arena                       |
| 29 giugno 2008   | Belfast              | Regno Unito         | Odyssey Arena                       |
| 30 giugno 2008   | Belfast              | Regno Unito         | Odyssey Arena                       |
| 5 luglio 2008    | Glasgow              | Regno Unito         | SECC Arena                          |
| 6 luglio 2008    | Glasgow              | Regno Unito         | SECC Arena                          |
| 8 luglio 2008    | Glasgow              | Regno Unito         | SECC Arena                          |
| 9 luglio 2008    | Glasgow              | Regno Unito         | SECC Arena                          |
| 11 luglio 2008   | Manchester           | Regno Unito         | Manchester Evening News Arena       |
| 12 luglio 2008   | Manchester           | Regno Unito         | Manchester Evening News Arena       |
| 14 luglio 2008   | Manchester           | Regno Unito         | Manchester Evening News Arena       |
| 15 luglio 2008   | Manchester           | Regno Unito         | Manchester Evening News Arena       |
| 17 luglio 2008   | Manchester           | Regno Unito         | Manchester Evening News Arena       |
| 18 luglio 2008   | Manchester           | Regno Unito         | Manchester Evening News Arena       |
| 20 luglio 2008   | Newcastle            | Regno Unito         | Metro Radio Arena                   |
| 21 luglio 2008   | Newcastle            | Regno Unito         | Metro Radio Arena                   |
| 23 luglio 2008   | Newcastle            | Regno Unito         | Metro Radio Arena                   |
| 24 luglio 2008   | Newcastle            | Regno Unito         | Metro Radio Arena                   |
| 26 luglio 2008   | Londra               | Regno Unito         | The O2 Arena                        |
| 27 luglio 2008   | Londra               | Regno Unito         | The O2 Arena                        |
| 29 luglio 2008   | Londra               | Regno Unito         | The O2 Arena                        |
| 30 luglio 2008   | Londra               | Regno Unito         | The O2 Arena                        |
| 1º agosto 2008   | Londra               | Regno Unito         | The O2 Arena                        |
| 2 agosto 2008    | Londra               | Regno Unito         | The O2 Arena                        |
| 4 agosto 2008    | Londra               | Regno Unito         | The O2 Arena                        |
| Sud America      |                      |                     |                                     |
| 1º novembre 2008 | Bogotà               | Colombia            | Parque Jaime Duque                  |
| 4 novembre 2008  | Caracas              | Venezuela           | Poliedro de Caracas                 |
| 6 novembre 2008  | Lima                 | Perù                | Explanada Del Monumental            |
| 8 novembre 2008  | San Paolo            | Brasile             | Credicard Hall                      |
| 13 novembre 2008 | Santiago             | Cile                | Pista Atlética del Estadio Nacional |
| 15 novembre 2008 | Buenos Aires         | Argentina           | GEBA                                |
| Asia             |                      |                     |                                     |
| 21 novembre 2008 | Dubai                | Emirati Arabi Uniti | Dubai Festival City                 |
| 23 novembre 2008 | Bangkok              | Thailandia          | Impact Arena                        |
| 25 novembre 2008 | Singapore            | Singapore           | Singapore Indoor Stadium            |
| 27 novembre 2008 | Chek Lap Kok         | Hong Kong           | AsiaWorld-Arena                     |
| 29 novembre 2008 | Shanghai             | Cina                | Hongkou Stadium                     |
| 1º dicembre 2008 | Pechino              | Cina                | Stadio dei Lavoratori di Pechino    |
| 4 dicembre 2008  | Taipei               | Taiwan              | Taipei Soccer Stadium               |
| Oceania          |                      |                     |                                     |
| 8 dicembre 2008  | Auckland             | Nuova Zelanda       | Vector Arena                        |
| 9 dicembre 2008  | Auckland             | Nuova Zelanda       | Vector Arena                        |
| 14 dicembre 2008 | Sydney               | Australia           | Acer Arena                          |
| 16 dicembre 2008 | Sydney               | Australia           | Acer Arena                          |
| 17 dicembre 2008 | Sydney               | Australia           | Acer Arena                          |
| 19 dicembre 2008 | Melbourne            | Australia           | Rod Laver Arena                     |
| 20 dicembre 2008 | Melbourne            | Australia           | Rod Laver Arena                     |
| 22 dicembre 2008 | Melbourne            | Australia           | Rod Laver Arena                     |
| Seconda leg      |                      |                     |                                     |
| Europa           |                      |                     |                                     |
| 3 maggio 2009    | Ischgl               | Austria             | Concerto ISCGHL                     |
| Africa           |                      |                     |                                     |
| 15 maggio 2009   | Rabat                | Marocco             | Mawazine Festival                   |
| Europa           |                      |                     |                                     |
| 4 giugno 2009    | Danzica              | Polonia             | Zaczelo Sie w Polsce Festival       |
| 2 luglio 2009    | Madrid               | Spagna              | MTV Festival Day                    |
| 4 luglio 2009    | Lisbona              | Portogallo          | Pavilhão Atlântico                  |
| 6 agosto 2009    | Skanderborg          | Danimarca           | Smukkeste Festival                  |

### Box-office
Il Box office riportato è indicativo di solo 36 dei concerti del tour. Si stima che il tour abbia incassato circa 70 milioni di dollari.
| Luogo                                     | Città      | Biglietti venduti / disponibili | Incasso     |
| ----------------------------------------- | ---------- | ------------------------------- | ----------- |
| Sportpaleis                               | Anversa    | 15.613 / 15.719 (100%)          | $996.383    |
| Odyssey Arena                             | Belfast    | 37.536 / 37.536 (100%)          | $3.549.422  |
| Scottish Exhibition and Conference Centre | Glasgow    | 31.080 / 31.080 (100%)          | $2.980.262  |
| Manchester Evening News Arena             | Manchester | 75.972 / 75.972 (100%)          | $7.268.153  |
| Metro Radio Arena                         | Newcastle  | 35.812 / 35.812 (100%)          | $3.116.320  |
| The O2                                    | Londra     | 116.375 / 116.375 (100%)        | $9.881.561  |
| Parque Jaime Duque                        | Bogotá     | 6.023 / 7.870 (79%)             | $416.544    |
| Poliedro de Caracas                       | Caracas    | 2.113 / 3.500 (68%)             | $407.456    |
| Credicard Hall                            | San Paolo  | 5.082 / 6.938 (75%)             | $258.062    |
| Vector Arena                              | Auckland   | 19.800 / 19.800 (100%)          | $1.187.399  |
| Acer Arena                                | Sydney     | 34.308 / 34.308 (100%)          | $2.796.301  |
| Rod Laver Arena                           | Melbourne  | 24.000 / 24.000 (100%)          | $1.759.886  |
| TOTALE                                    | TOTALE     | 403.714 / 408.910 (99%)         | $34.617.759 |

## Registrazioni e broadcasting

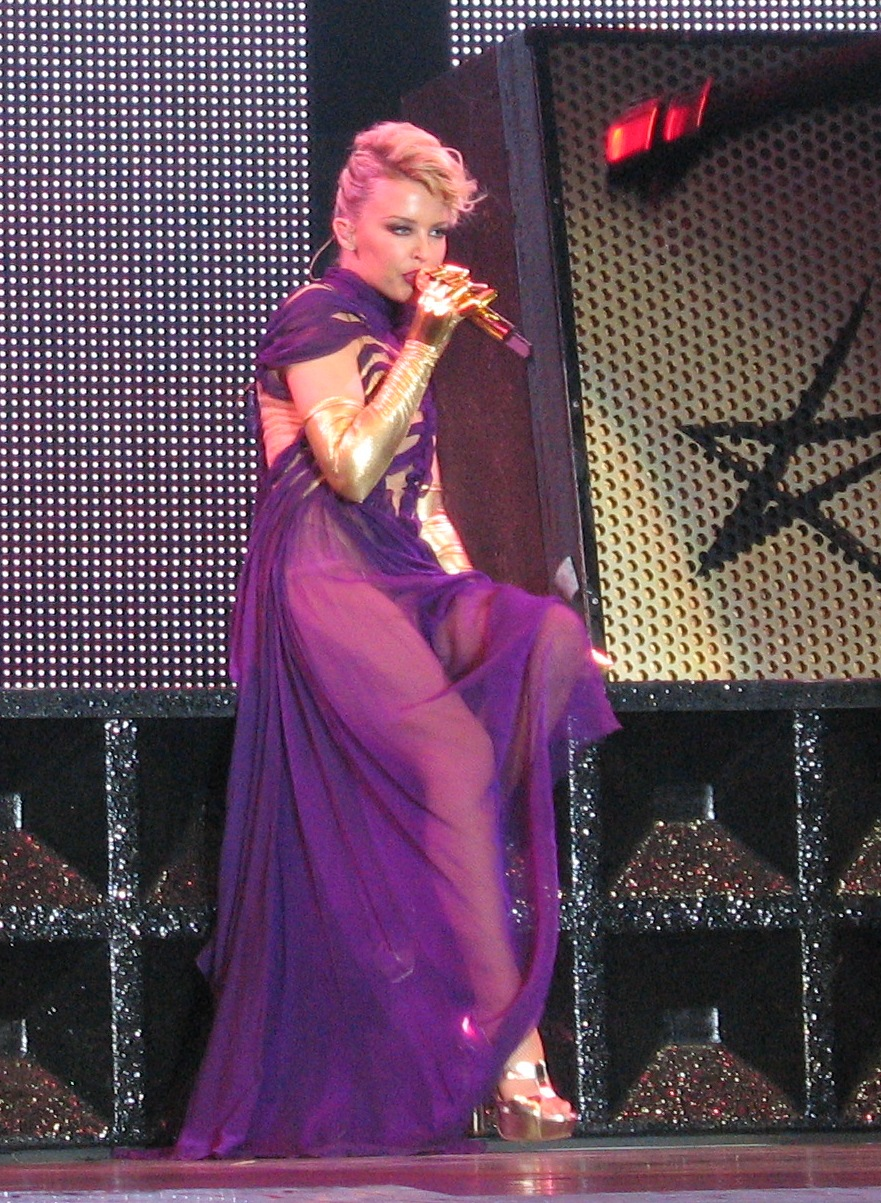
Kylie Minogue durante Ruffle My Feathers

KylieX2008 è stato registrato a Londra e trasmesso a fine agosto 2008 sul canale inglese 4Music; successivamente è stato mandato in onda su Channel 4.
Il 1º dicembre 2008 è invece stato distribuito in DVD dal titolo KylieX2008 at the O2 Arena, in Australia e Gran Bretagna, contenente oltre al filmato del concerto anche la galleria fotografica con immagini inedite della tournée e i visuals utilizzati per le performance di: Speakerphone, Can't Get You Out of My Head, Ruffle My Feathers, Sometime Samurai, Like a Drug e Sensitized. Il cofanetto infine include un documentario dietro le quinte intitolato 12...Hours in the life of Kylie Minogue, il trailer del DVD e la clip Conceptual Designs.
Successivamente, il concerto è stato distribuito anche in Blu-ray, con gli stessi contenuti del DVD meno per il documentario; in aggiunta sono stati inclusi i visuals usati per In Your Eyes, Heart Beat Rock, Wow, Loveboat, Spinning Around, 2 Hearts, Nu-di-ty, In My Arms e No More Rain.
KylieX2008 risulta ad oggi l'unico tour della cantante, ad eccezione dei primi 4, del quale non è stato pubblicato il live-album.